# Cvartet de coarde

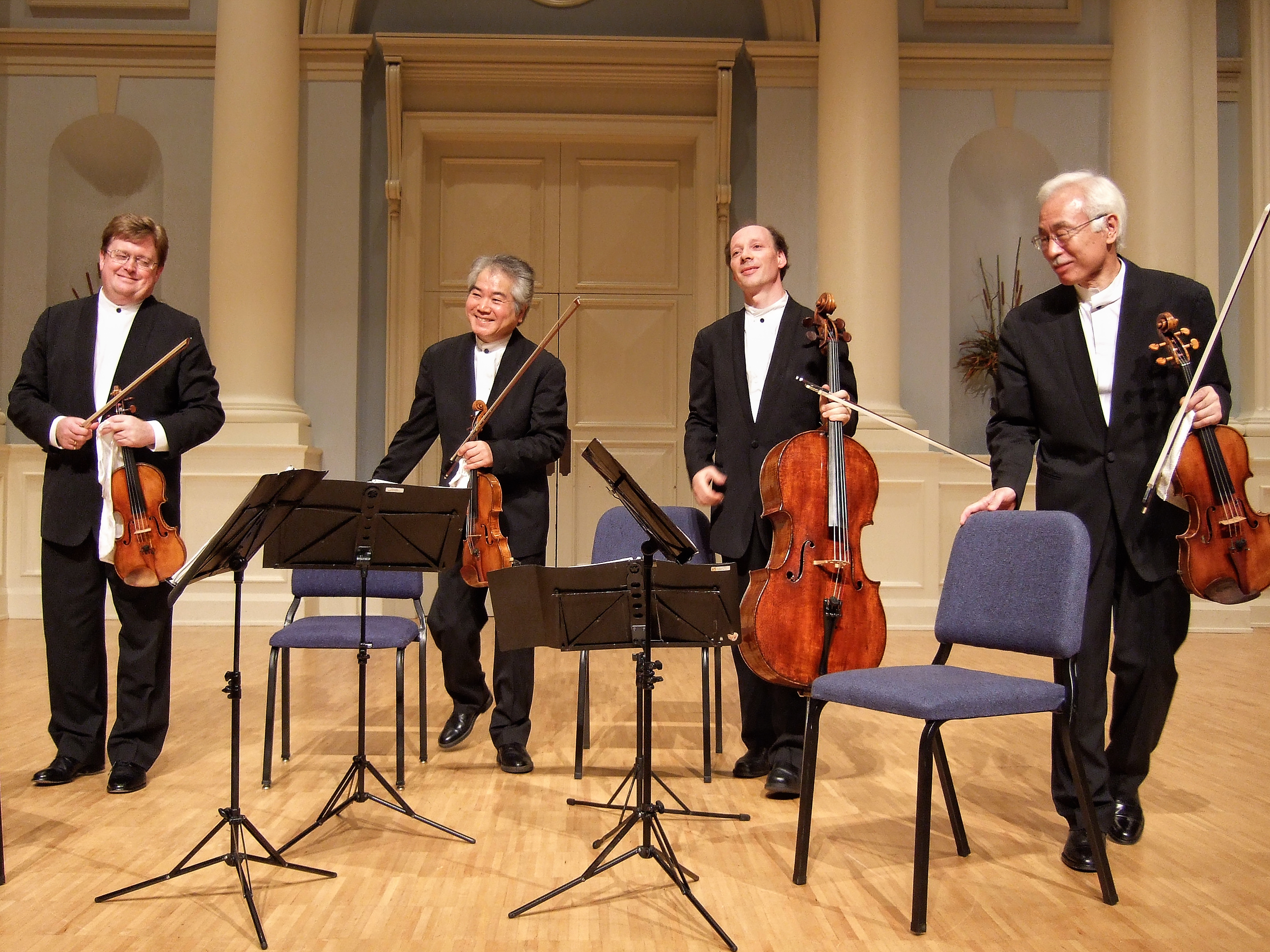
Formula tipică a unui cvartet de coarde

Cvartetul de coarde este un ansamblu muzical pentru interpreți de instrumente cu coarde - de regulă două viori, o violă și violoncel - sau o lucrare scrisă pentru un asemenea grup. Cvartetul de coarde este unul dintre cele mai frecvent utilizate ansambluri de cameră folosite în muzica clasică, majoritatea compozitorilor din secolul al XVIII-lea încoace compunând cvartete pentru coarde.

## Istoric
Originile cvartetului de coarde se găsesc în sonata trio din muzica barocă în care doi soliști interpretau acompaniați de un basso continuo (cum ar fi violoncelul) sau claviatură. Un exemplu foarte timpuriu este sonata în patru părți pentru ansamblu de coarde a lui Gregorio Allegri (1582-1652) care poate fi considerat un prototip pentru cvartetul de coarde. La începutul secolului al XVIII-lea compozitorii adăugau și un al treilea solist și a început să se elimine claviatura, lăsând doar violoncelul pentru linia bas. Când Alessandro Scarlatti a compus lucrarea Sonata à Quattro per due Violini, Violetta, e Violoncello senza Cembalo (Sonata pentru patru instrumente: două viori, violă și violoncel fără clavecin), aceasta a fost o evoluție naturală a tradiției existente.

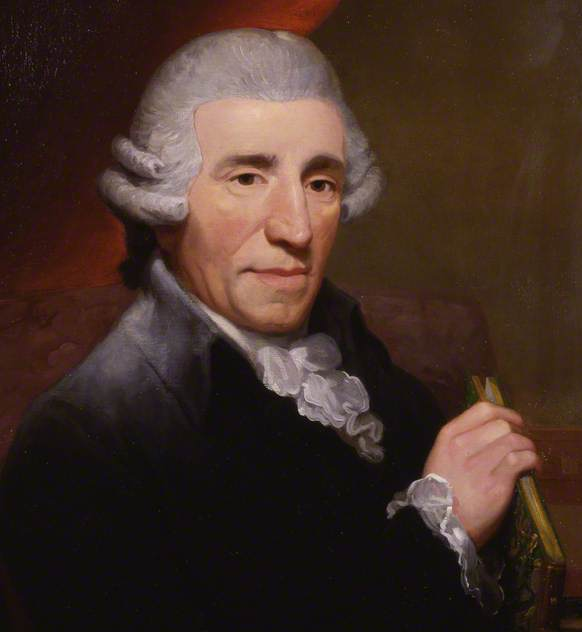
Joseph Haydn a fost cel mai prolific compozitor de cvartete de coarde, compunând 68 de cvartete

Cvartetul pentru coarde a căpătat importanță prin intermediul compozitorului Joseph Haydn. Haydn va compune zece cvartete pentru coarde, publicate drept Op. 1 și Op. 2. Acestea au cinci părți și au forma: parte rapidă, menuet sau trio I, parte lentă, menuet sau trio II și un final rapid. După aceasta Haydn a încetat să compună cvartete câțiva ani dar a revenit din nou la gen în 1769-1772 compunând 18 cvartete cu Op. 9, 17 și 20. Acestea erau compuse într-o formă ce a devenit standard pentru Haydn și ceilalți compozitori și anume patru părți: o parte rapidă, o parte lentă, un menuet sau trio și un final rapid. În total, Haydn a compus 68 de cvartete pentru coarde.
Începând cu Haydn cvartetul pentru coarde a devenit prestigios și este considerat un adevărat test al artei compozitorului. Aceasta se datorează faptului că paleta de sunete este mai restrânsă decât în muzica orchestrală.
Cvartetul de coarde a înflorit în perioada clasică, Mozart, Beethoven și Schubert compunând serii celebre de cvartete. O avut loc o ușoară încetinire a compunerii de cvartete de coarde în secolul al XIX-lea, în această perioadă compizitorii compuneau în general un singur cvartet, deși Antonín Dvořák a compus 14 cvartete. La apariția perioadei moderne în muzica clasică cvartetul pentru coarde și-a recăpătat popularitatea în rândul compozitorilor și a jucat un rol important în special în dezvoltarea artistică a compozitorilor Arnold Schoenberg, Béla Bartók și Dmitri Shostakovich. După Al Doilea Război Mondial unii compozitori precum Pierre Boulez și Olivier Messiaen au pus la îndoială relevanța cvartetului de coarde și au evitat să compună asemenea lucrări. Totuși, începând cu anii 1960 compozitorii au început din nou să acorde atenție acestui gen.

## Forma tradițională
Cvartetele compuse în perioada clasică au părți cu o structură asemănătoare unei simfonii:
- Prima parte: formă de Sonată, Allegro, în treaptă tonică
- A doua parte: Lentă, în treaptă subdominantă
- A treia parte: Menuet sau Trio, în treaptă tonică
- A patra parte: formă de Sonată sau Rondo, în treaptă tonică

Modificări substanțiale ale acestei forme au fost realizate de Beethoven în cvartele sale târzii și, deși există excepții, compozitorii din secolul al XX-lea au abandonat treptat această structură.

## Variațiuni
Multe alte ansambluri de cameră sunt văzute ca modificări ale cvartetelor de coarde: cvintetul de coarde este un cvartet de coarde cu o violă suplimentară, violoncel sau contrabas; trioul de coarde are o vioară, o violă și un violoncel; cvintetul de pian este un cvartet de coarde cu un pian adăugat; cvartetul de pian este un cvartet de coarde în care una din viori este înlocuită cu un pian iar cvintetul de clarinet este un cvartet de coarde cu un clarinet adăugat.